# EF Education-EasyPost
L'equip EF Education-EasyPost (codi UCI: EFE) és un equip estatunidenc de ciclisme en ruta professional. L'equip és dirigit per Slipstream Sports, LLC, una companyia de màrqueting i desenvolupament esportiu. Creat el 2003, passa a professional el 2005 amb el nom de TIAA-CREF, com a equip continental. Actualment és un equip UCI WorldTeam des del 2009, i està és dirigit per l'ex-ciclista estatunidenc Jonathan Vaughters. Tot i que l'equip té la seu oficial als Estats Units, la seva base operativa està situada a Girona.
Amb els anys l'equip ha anat canviant de nom depenent del patrocinador secundari de l'equip. El 2011 absorbí l'equip suís Cervélo TestTeam, passant a anomenar-se Garmin-Cervélo, mentre el 2015 va fer el mateix amb Cannondale, per passar-se a anomenar Cannondale-Garmin. El 2018 passà a anomenar-se EF Education First-Drapac, el 2019 EF Education First, el 2020 EF Pro Cycling, el 2021 EF Education-Nippo i el 2022 EF Education-EasyPost.

## Principals victòries

### Clàssiques
- Vattenfall Cyclassics: 2009 i 2010 (Tyler Farrar)
- París-Roubaix: 2011 (Johan Vansummeren)
- Lieja-Bastogne-Lieja: 2013 (Daniel Martin)
- Volta a Llombardia: 2014 (Daniel Martin)
- Tour de Flandes: 2019 (Alberto Bettiol)
- Bretagne Classic: 2019 (Sep Vanmarcke)
- Clàssica de Sant Sebastià: 2021 (Neilson Powless)

### Curses per etapes
- Volta a Polònia: 2010 (Daniel Martin)
- Tour Down Under: 2011 (Cameron Meyer)
- Volta a Catalunya: 2013 (Daniel Martin)
- Critèrium del Dauphiné: 2014 (Andrew Talansky), 2020 (Daniel Felipe Martínez)

### Grans Voltes
| - Tour de França - 16 participacions (2008, 2009, 2010, 2011, 2012, 2013, 2014, 2015, 2016, 2017, 2018, 2019, 2020, 2021, 2022, 2023) - 10 victòries d'etapa - 4 el 2011: contrarellotge per equips, Tyler Farrar i Thor Hushovd (2) - 1 el 2012: David Millar - 1 el 2013: Daniel Martin - 1 el 2014: Ramūnas Navardauskas - 1 el 2017: Rigoberto Urán - 1 el 2020: Daniel Felipe Martínez - 1 el 2022: Magnus Cort Nielsen - 1 classificació secundària: - Classificació per equips: 2011 | - Giro d'Itàlia - 16 participacions (2008, 2009, 2010, 2011, 2012, 2013, 2014, 2015, 2016, 2017, 2018, 2019, 2020, 2021, 2022, 2023, 2024) - 1 victòria final - 2012: Ryder Hesjedal - 12 victòries d'etapa: - 1 el 2008: contrarellotge per equips - 2 el 2010: Tyler Farrar (2) - 1 el 2011: David Millar - 1 el 2012: contrarellotge per equips - 1 el 2013: Ramūnas Navardauskas - 1 el 2015: Davide Formolo - 1 el 2017: Pierre Rolland - 2 el 2020: Jonathan Caicedo, Ruben Guerreiro - 1 el 2021: Alberto Bettiol - 1 el 2024: Georg Steinhauser | - Volta a Espanya - 15 participacions (2009, 2010, 2011, 2012, 2013, 2014, 2015, 2016, 2017, 2018, 2019, 2020, 2021, 2022, 2023) - 16 victòries d'etapa: - 3 el 2009: Tyler Farrar, Ryder Hesjedal, David Millar - 2 el 2010: Tyler Farrar (2) - 1 el 2011: Daniel Martin - 1 el 2014: Ryder Hesjedal - 2 el 2018: Simon Clarke, Michael Woods - 1 el 2019: Sergio Higuita - 3 el 2020: Michael Woods, Hugh Carthy, Magnus Cort Nielsen - 3 el 2021: Magnus Cort Nielsen (3) - 2 classificacions secundàries: - Gran Premi de la Muntanya: Davide Villella (2017) - Premi de la combativitat: Magnus Cort Nielsen (2021) |

### Campionats nacionals

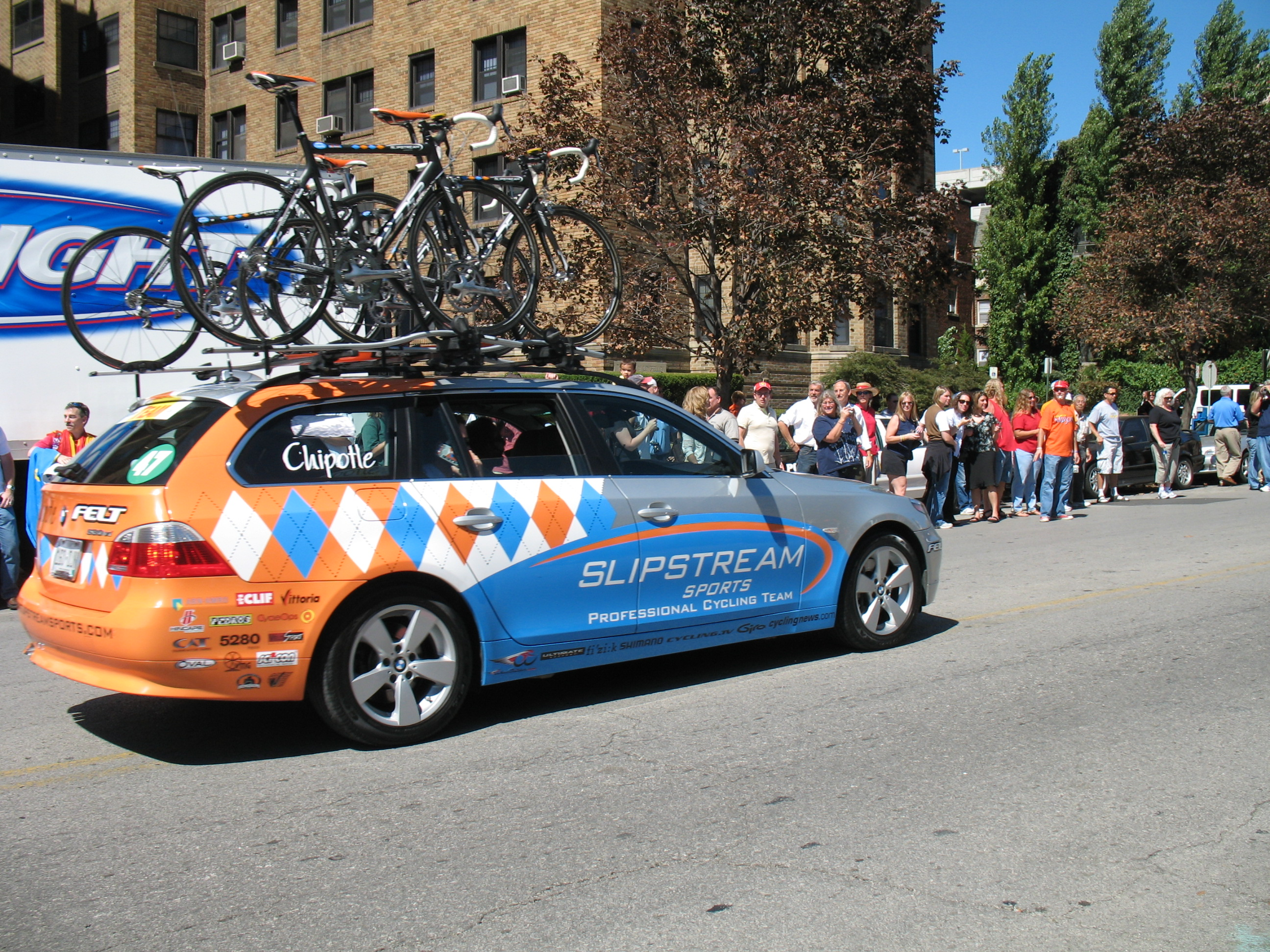
Vehicle de l'equip el 2007

- Campionat d'Alemanya en ruta: 2012 (Fabian Wegmann)
- Campionat d'Austràlia en ruta: 2010 (Travis Meyer); 2011 (Jack Bobridge)
- Campionat d'Austràlia en contrarellotge: 2010 i 2011 (Cameron Meyer)
- Campionat del Brasil en ruta: 2010 i 2011 (Murilo Fischer)
- Campionat del Canadà en contrarellotge: 2009 i 2010 (Svein Tuft)
- Campionat de Colòmbia en ruta: 2020 (Sergio Higuita), 2023 (Esteban Chaves)
- Campionat de Colòmbia en contrarellotge: 2019 i 2020 (Daniel Martínez Poveda)
- Campionat de l'Equador en ruta: 2019 (Jonathan Caicedo), 2023 (Richard Carapaz)
- Campionat de l'Equador en contrarellotge: 2019, 2023 (Jonathan Caicedo), 2024 (Richard Carapaz)
- Campionat d'Eritrea en ruta: 2022 (Merhawi Kudus)
- Campionat dels Estats Units en ruta : 2019 (Alex Howes), 2024 (Sean Quinn)
- Campionat dels Estats Units en contrarellotge: 2008, 2009, 2011 i 2012 (David Zabriskie), 2015 (Andrew Talansky), 2021 (Lawson Craddock)
- Campionat d'Irlanda en ruta: 2008 (Daniel Martin), 2023 (Ben Healy)
- Campionat d'Irlanda en contrarellotge: 2022 (Ben Healy)
- Campionat d'Itàlia en ruta: 2024 (Alberto Bettiol)
- Campionat de Lituània en ruta: 2011, 2016 (Ramunas Navardauskas)
- Campionat de Lituània en contrarellotge: 2012, 2014, 2015 (Ramunas Navardauskas)
- Campionat de Nova Zelanda en contrarellotge: 2016 (Patrick Bevin)
- Campionat dels Països Baixos en ruta: 2014 (Sebastian Langeveld)
- Campionat de Portugal en ruta: 2024 (Rui Costa)
- Campionat del Regne Unit en contrarellotge: 2009 (Bradley Wiggins)
- Campionat de Suïssa en contrarellotge: 2023 (Stefan Bissegger)
- Campionat de Sud-àfrica en ruta: 2012 (Robert Hunter)
- Campionat de Sud-àfrica en contrarellotge: 2023 (Stefan De Bod)

## Classificacions UCI

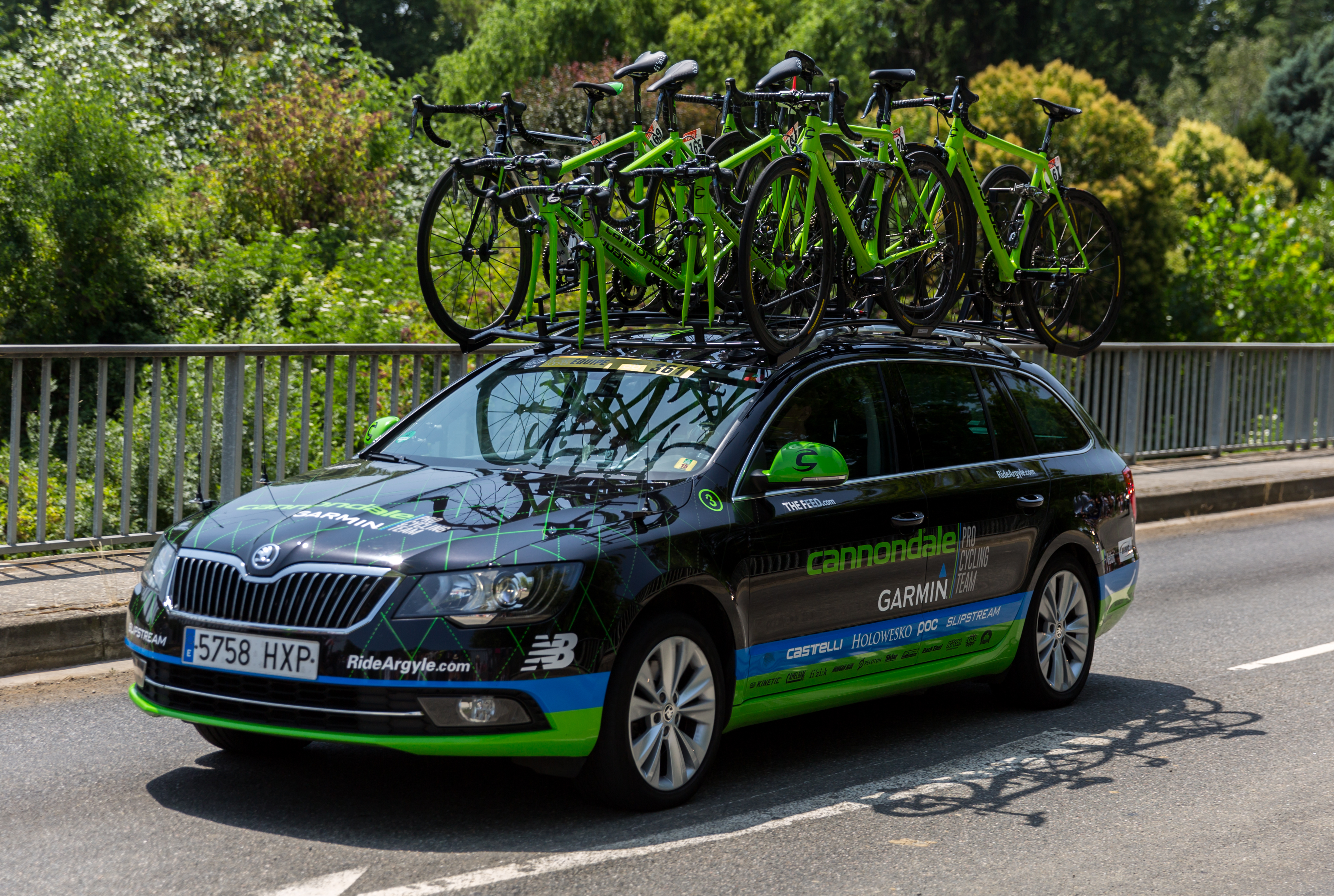
Vehicle de l'equip el 2015

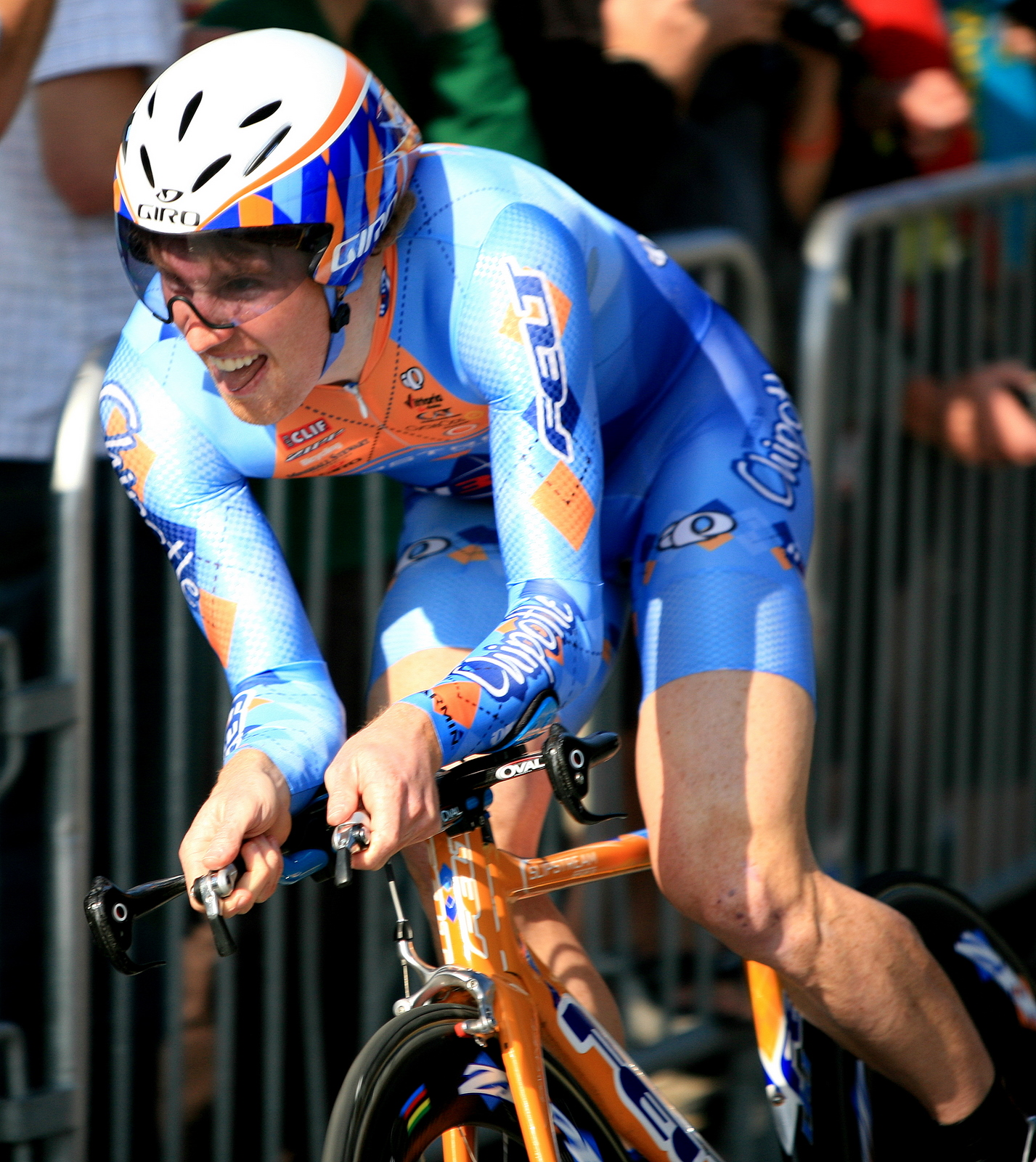
Tyler Farrar, a la Volta a Califòrnia 2008

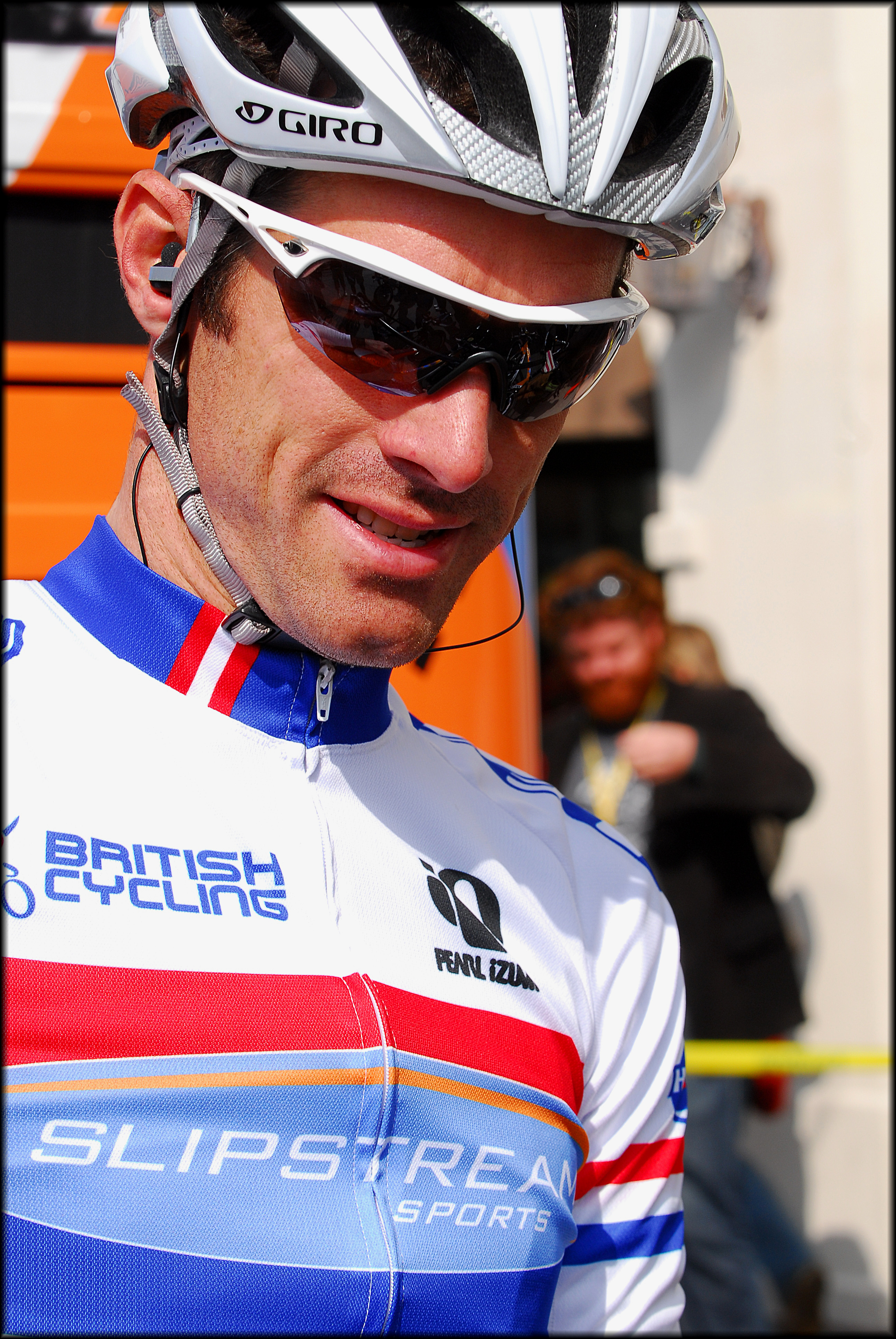
David Millar, durant la Volta a Califòrnia 2008

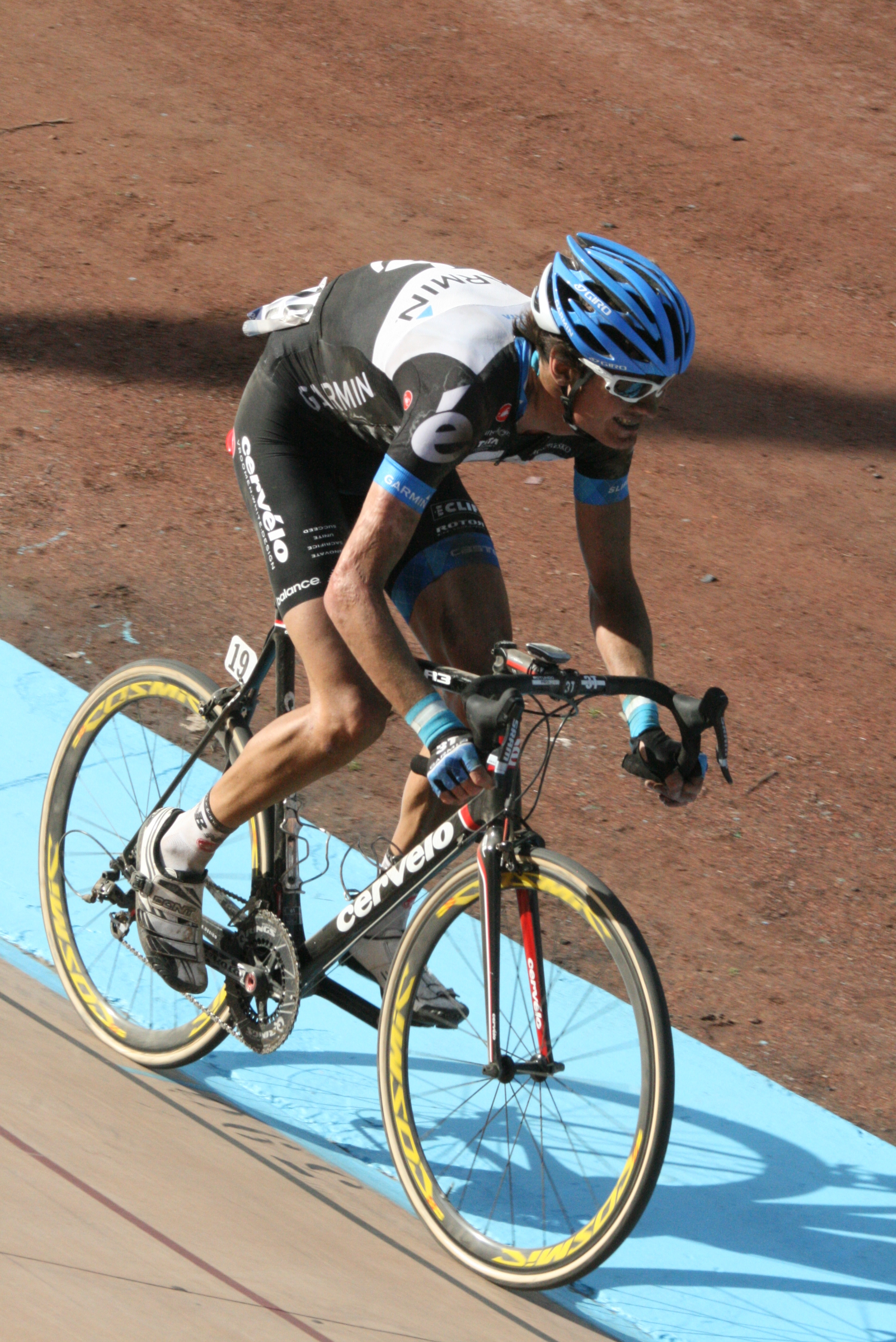
Johan van Summeren en la seva victòria a la París-Roubaix 2011

Entre el 2005 i el 2008 l'equip participa en els calendaris mundials. El 2008 guanyà la classificació per equips de l'UCI Amèrica Tour. La taula presenta les classificacions de l'equip al circuit, així com el millor ciclista individual.
UCI Àfrica Tour
| Temporada | Classificació per equips | Millor ciclista en la classificació individual |
| --------- | ------------------------ | ---------------------------------------------- |
| 2022      |                          | Merhawi Kudus (16è)                            |
| 2023      |                          | Stefan de Bod (17è)                            |

UCI Amèrica Tour
| Temporada | Classificació per equips | Millor ciclista en la classificació individual |
| --------- | ------------------------ | ---------------------------------------------- |
| 2005      | 15è                      | Timothy Duggan (122è)                          |
| 2006      | 7è                       | Danny Pate (19è)                               |
| 2007      | 5è                       | William Frischkorn (19è)                       |
| 2008      | 1r                       | Christian Vande Velde (3r)                     |
| 2009-2015 | -                        | -                                              |
| 2016      | -                        | Andrew Talansky (11è)                          |
| 2017      | -                        | Alex Howes (4t)                                |
| 2018      | -                        | Hugh Carthy (6è)                               |
| 2019      | -                        | Michael Woods (3r)                             |
| 2020      | -                        | Daniel Martínez (2n)                           |
| 2021      | -                        | Neilson Powless (4t)                           |
| 2022      | -                        | Neilson Powless (4t)                           |
| 2023      | -                        | Neilson Powless (2n)                           |

UCI Àsia Tour
| Temporada | Classificació per equips | Millor ciclista en la classificació individual |
| --------- | ------------------------ | ---------------------------------------------- |
| 2006      | 27è                      | Thomas Peterson (106è)                         |
| 2007      | 32è                      | Charles Bradley Huff (88è)                     |
| 2008      | 33è                      | Christopher Sutton (67è)                       |
| 2009-2015 | -                        | -                                              |
| 2016      | -                        | Davide Villella (26è)                          |
| 2017      | -                        | Davide Villella (227è)                         |
| 2018      | -                        | Matti Breschel (54è)                           |
| 2021      | -                        | Hideto Nakane (9è)                             |
| 2022      | -                        | Hideto Nakane (250è)                           |

UCI Europa Tour
| Temporada | Classificació per equips | Millor ciclista en la classificació individual |
| --------- | ------------------------ | ---------------------------------------------- |
| 2005      | 81è                      | William Frischkorn (362è)                      |
| 2006      | 80è                      | Danny Pate (283è)                              |
| 2007      | 95è                      | William Frischkorn (571è)                      |
| 2008      | 14è                      | Daniel Martin (41è)                            |
| 2009-2015 | -                        | -                                              |
| 2016      | -                        | Rigoberto Urán (82è)                           |
| 2017      | -                        | Rigoberto Urán (30è)                           |
| 2018      | -                        | Rigoberto Urán (117è)                          |
| 2019      | -                        | Alberto Bettiol (40è)                          |
| 2020      | -                        | Hugh Carthy (38è)                              |
| 2021      | -                        | Michael Valgren (51è)                          |
| 2022      | -                        | Andrea Piccolo (72è)                           |
| 2023      | -                        | Ben Healy (21è)                                |

UCI Oceania Tour
| Temporada | Classificació per equips | Millor ciclista en la classificació individual |
| --------- | ------------------------ | ---------------------------------------------- |
| 2006      | 30è                      | Danny Pate (82è)                               |
| 2008      | 5è                       | Julian Dean (10è)                              |
| 2009-2015 | -                        | -                                              |
| 2016      | -                        | Patrick Bevin (29è)                            |
| 2017      | -                        | Brendan Canty (42è)                            |
| 2018      | -                        | Simon Clarke (65è)                             |
| 2019      | -                        | Simon Clarke (5è)                              |
| 2020      | -                        | Simon Clarke (9è)                              |
| 2021      | -                        | James Whelan (46è)                             |
| 2022      | -                        | Thomas Scully (93è)                            |

El 2009 adquireix l'estatus ProTour, sent 11è en la classificació mundial UCI per equips.
| Temporada | Classificació per equips | Millor ciclista en la classificació individual |
| --------- | ------------------------ | ---------------------------------------------- |
| 2009      | 11è                      | Tyler Farrar (18è)                             |
| 2010      | 6è                       | Ryder Hesjedal (7è)                            |

El 2011 la Classificació mundial UCI passa a ser l'UCI World Tour.
| Temporada | Classificació per equips | Millor ciclista en la classificació individual |
| --------- | ------------------------ | ---------------------------------------------- |
| 2011      | 8è                       | Daniel Martin (8è)                             |
| 2012      | 9è                       | Ryder Hesjedal (13è)                           |
| 2013      | 8è                       | Daniel Martin (6è)                             |
| 2014      | 11è                      | Daniel Martin (9è)                             |
| 2015      | 16è                      | Ryder Hesjedal (46è)                           |
| 2016      | 8è                       | Alberto Bettiol (20è)                          |
| 2017      | 10è                      | Rigoberto Urán (20è)                           |
| 2018      | 16è                      | Rigoberto Urán (42è)                           |

El 2016 la Classificació mundial UCI passa a tenir en compte totes les proves UCI. Durant tres temporades existeix paral·lelament amb la classificació UCI World Tour i els circuits continentals. A partir del 2019 substitueix definitivament la classificació UCI World Tour.
| Temporada | Classificació per equips | Millor ciclista en la classificació individual |
| --------- | ------------------------ | ---------------------------------------------- |
| 2016      | -                        | Rigoberto Urán (45è)                           |
| 2017      | -                        | Rigoberto Urán (17è)                           |
| 2018      | -                        | Michael Woods (38è)                            |
| 2019      | 11è                      | Michael Woods (23è)                            |
| 2020      | 10è                      | Daniel Felipe Martínez (34è)                   |
| 2021      | 16è                      | Neilson Powless (52è)                          |
| 2022      | 18è                      | Neilson Powless (50è)                          |
| 2023      | 11è                      | Ben Healy (22è)                                |

## Composició de l'equip 2024
| Llista de l'equip 2024                     | Llista de l'equip 2024 | Llista de l'equip 2024                  | Llista de l'equip 2024 |
| Ciclista                                   | Data de naixement      | Equip previ                             |                        |
| ------------------------------------------ | ---------------------- | --------------------------------------- | ---------------------- |
| Andrey Amador Bikkazakova                  | 29 de agost de 1986    | Ineos Grenadiers (2022)                 |                        |
| Markel Beloki                              | 27 de juliol de 2005   |                                         |                        |
| Alberto Bettiol (1 de gen–14 de ago)       | 29 de octubre de 1993  | BMC Racing Team (2018)                  |                        |
| Stefan Bissegger                           | 13 de setembre de 1998 | Swiss Racing Academy (2019)             |                        |
| Richard Carapaz Montenegro                 | 29 de maig de 1993     | Ineos Grenadiers (2022)                 |                        |
| Simon Carr                                 | 29 de agost de 1998    | AVC Aix-en-Provence (2020)              |                        |
| Hugh Carthy                                | 9 de juliol de 1994    | Caja Rural-Seguros RGA (2016)           |                        |
| Alexander Cepeda                           | 16 de juny de 1998     | Drone Hopper-Androni Giocattoli (2022)  |                        |
| Esteban Chaves Rubio                       | 17 de gener de 1990    | BikeExchange (2021)                     |                        |
| Rui Alberto Faria da Costa                 | 5 de octubre de 1986   | Intermarché-Circus-Wanty (2023)         |                        |
| Stefan de Bod                              | 17 de novembre de 1996 | Astana Qazaqstan Team (2022)            |                        |
| Owain Doull                                | 2 de maig de 1993      | Ineos Grenadiers (2021)                 |                        |
| Ben Healy                                  | 11 de setembre de 2000 | Trinity Racing (2021)                   |                        |
| Mikkel Frølich Honoré                      | 21 de gener de 1997    | Quick-Step Alpha Vinyl (2022)           |                        |
| Lukas Nerurkar                             | 14 de novembre de 2003 | Trinity Racing (2023)                   |                        |
| Andrea Piccolo (1 de ago–21 de juny, Nota) | 23 de març de 2001     | Drone Hopper-Androni Giocattoli (2022)  |                        |
| Neilson Powless                            | 3 de setembre de 1996  | Team Jumbo-Visma (2019)                 |                        |
| Darren Rafferty                            | 1 de juliol de 2003    | Hagens Berman Axeon (2023)              |                        |
| Jack Rootkin-Gray                          | 5 de novembre de 2002  | Saint Piran (2023)                      |                        |
| Jonas Rutsch                               | 24 de gener de 1998    | Team Lotto-Kern Haus (2019)             |                        |
| Archie Ryan                                | 16 de novembre de 2001 | Jumbo-Visma Development Team (2023)     |                        |
| Georg Steinhauser                          | 21 de octubre de 2001  | Tirol KTM Cycling Team (2021)           |                        |
| Harry Sweeny                               | 9 de juliol de 1998    | Lotto Dstny (2023)                      |                        |
| Yuhi Todome                                | 18 de juny de 2002     | EF Education-Nippo Development (2023)   |                        |
| Rigoberto Urán                             | 26 de gener de 1987    | Etixx-Quick Step (2015)                 |                        |
| Michael Valgren Andersen                   | 7 de febrer de 1992    | EF Education-Nippo Development (2023)   |                        |
| Marijn van den Berg                        | 19 de juliol de 1999   | Équipe continentale Groupama-FDJ (2021) |                        |
| Jardi Christiaan van der Lee               | 6 de agost de 2001     | Willebrord Wil Vooruit (2023)           |                        |
| James Shaw                                 | 13 de juny de 1996     | Ribble Weldtite Pro Cycling (2021)      |                        |
|                                            |                        |                                         |                        |
| Font: ProCyclingStats                      |                        |                                         |                        |

Nota: Andrea Piccolo, acomiadament